# Cristo Redentor
Monumento Cristo Redentor, eller Cristo Redentor (”Kristus frälsaren”), är en kristusstaty av Paul Landowski på det 710 meter höga berget Corcovado, med utblick över staden Rio de Janeiro i Brasilien. Den är, förutom symbol för kristendomen, ett kännetecken för såväl Rio de Janeiro som för Brasilien. Statyn är 38 meter hög (30 meter exklusive fundamentet/sockeln) och väger totalt 1 145 ton. Stilen är art déco.
Cristo Redentor syns över hela Rio de Janeiro. Den är enligt uppgift placerad i världens största stadsskog och nås med kuggstångsbanan Trem do Corcovado, som har sin dalstation i stadsdelen Cosme Velho.

## Historik
I mitten av 1850-talet väcktes idén om statyn, då den katolske prästen Pedro Maria Boss ansökte om finansiering av prinsessan Isabella för byggnationen av ett stort religiöst monument. Ansökan avslogs dock 1889 av staten, då Brasilien genomgick en sekulariseringsprocess som skiljde stat och kyrka åt. Ett andra förslag framfördes 1921 av Rio de Janeiros ärkestift. Det organiserades en tillställning under namnet Semana do Monumento (”Monumentveckan”) för att samla in donationer. Olika förslag på utformningar av statyn fanns, bland annat det kristna korset, en staty av Jesus med en jordglob i handen samt en piedestal som skulle symbolisera världen. Slutligen föll valet på en kristusstaty med frälsaren som står med öppna armar för att visa sin kärlek till människorna, och på samma gång likna ett kors.
Grundstenen till konstruktionen lades den 4 april 1922, i samband med 100-årsfirandet av Brasiliens självständighet. Statyn invigdes den 12 oktober 1931. Monumentet är till viss del byggt av Skånska Cement, och betongen i fundamentet kommer från Limhamn, Malmö. Ytskiktet är gjort av täljsten.
Efter en omfattande renovering på fyra månader återinvigdes statyn den 30 juni 2010, då bland annat ärkebiskop Orani João Tempesta höll en mässa.
Cristo Redentor röstades 2007 fram till ett av världens sju nya underverk, efter en röstning som pågått i sex år där 100 miljoner människor röstade.

## Galleri

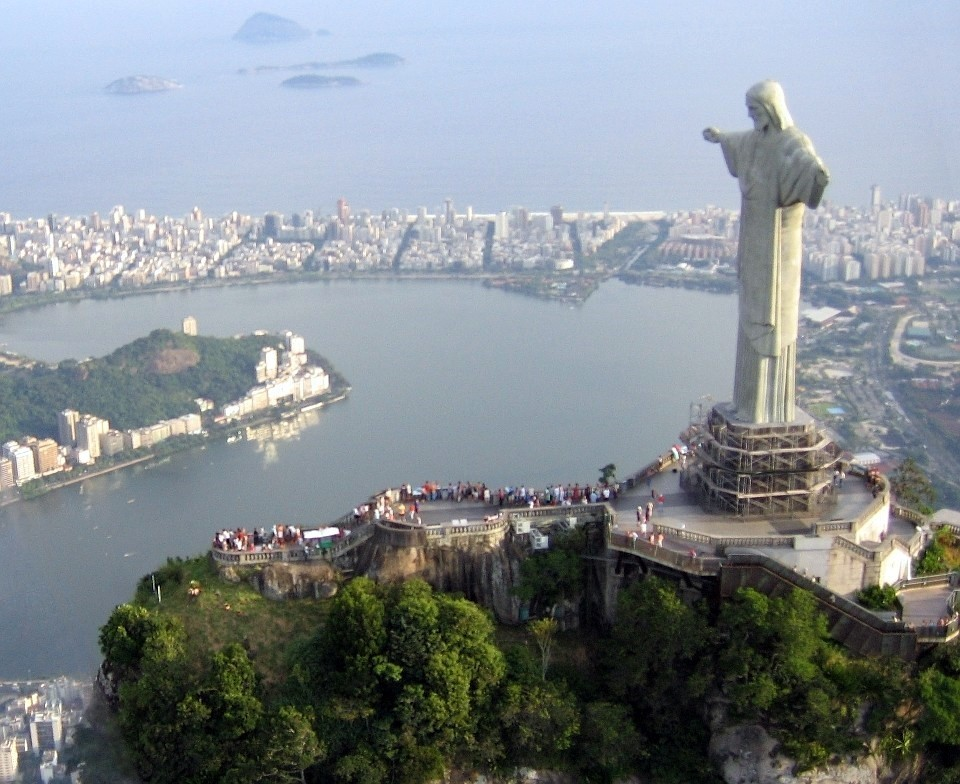
Cristo Redentor på berget Corcovado, blickandes ut över Rio de Janeiro.
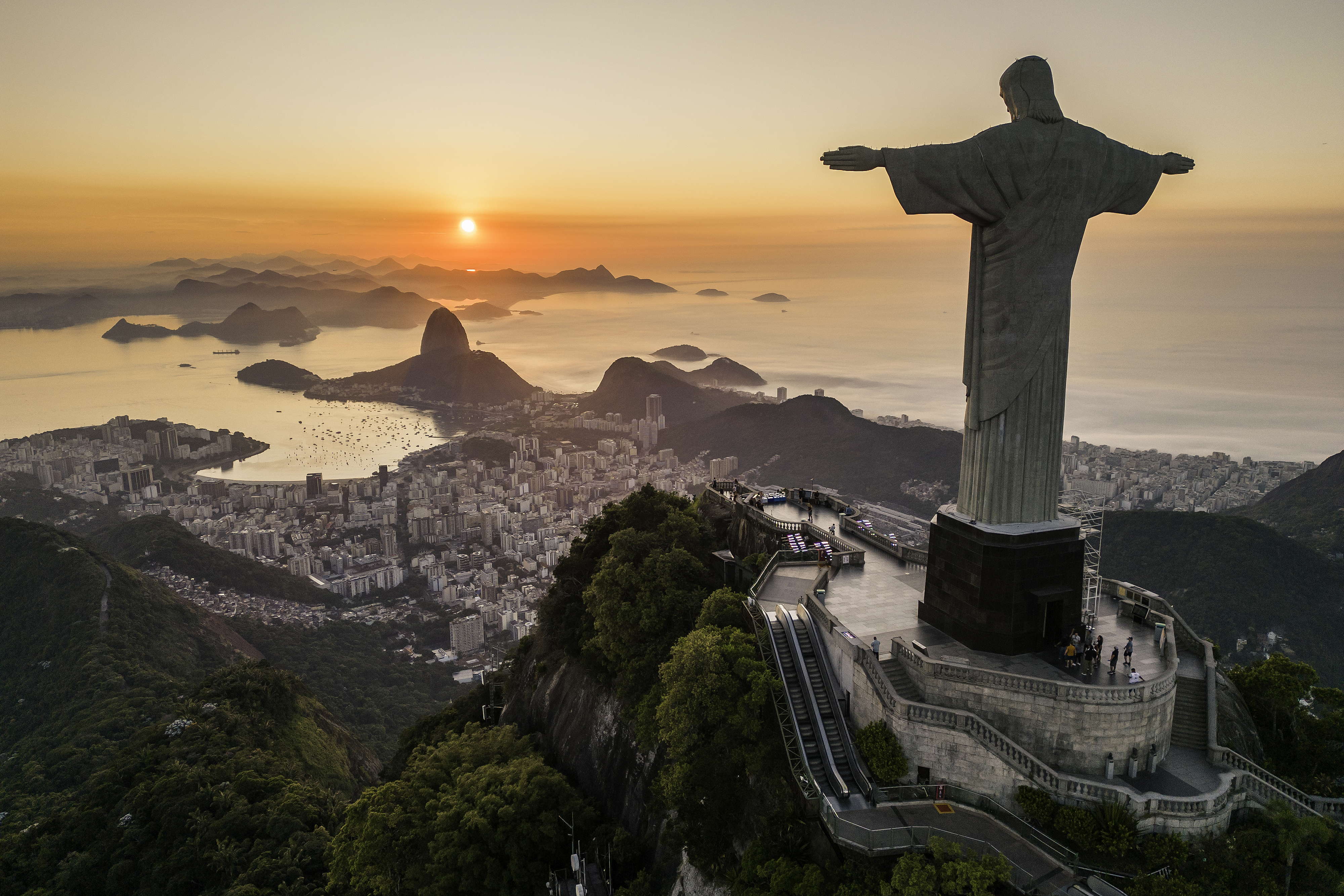
Cristo Redentor och vy mot öster.
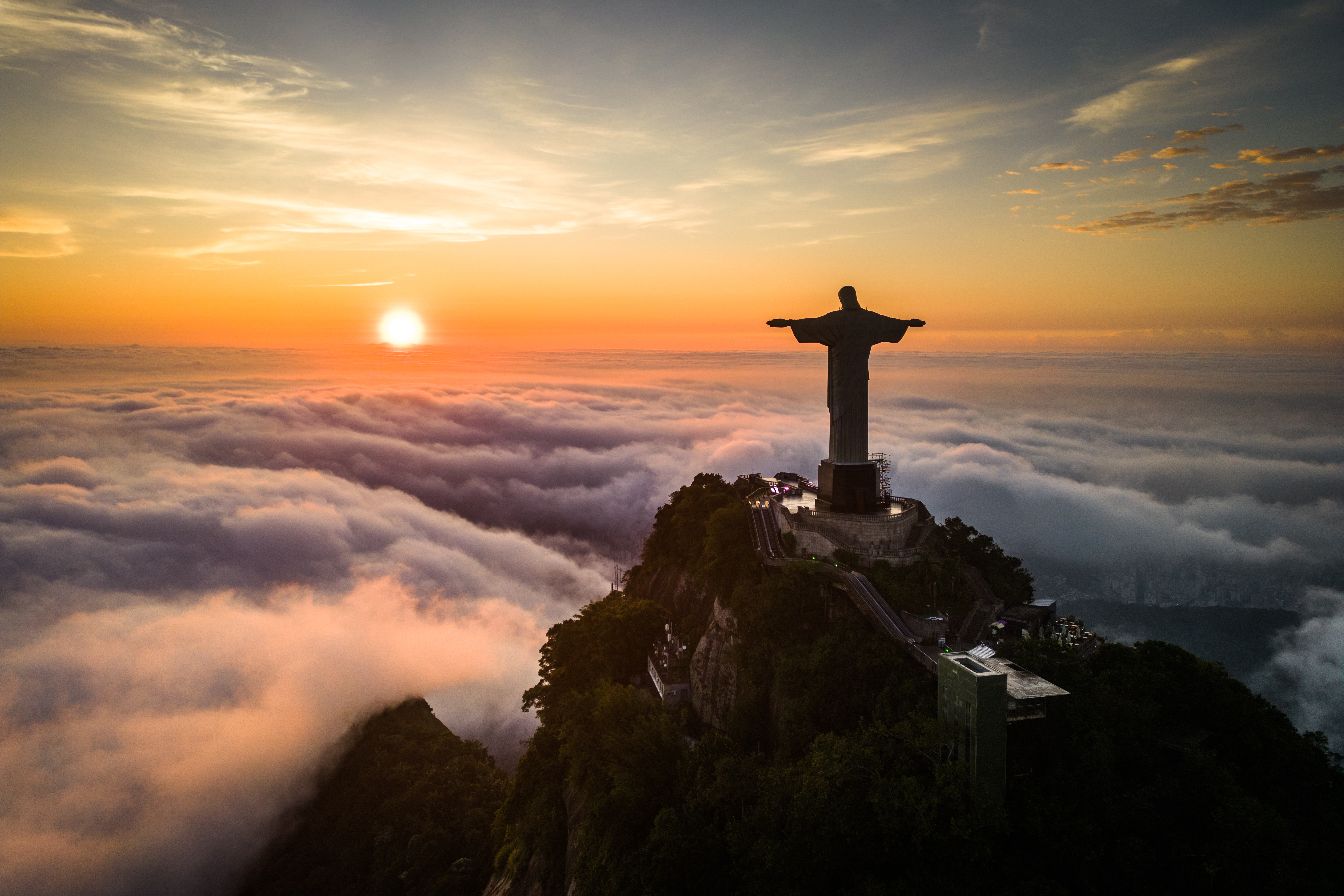
Cristo Redentor, molntäcke och soluppgång.
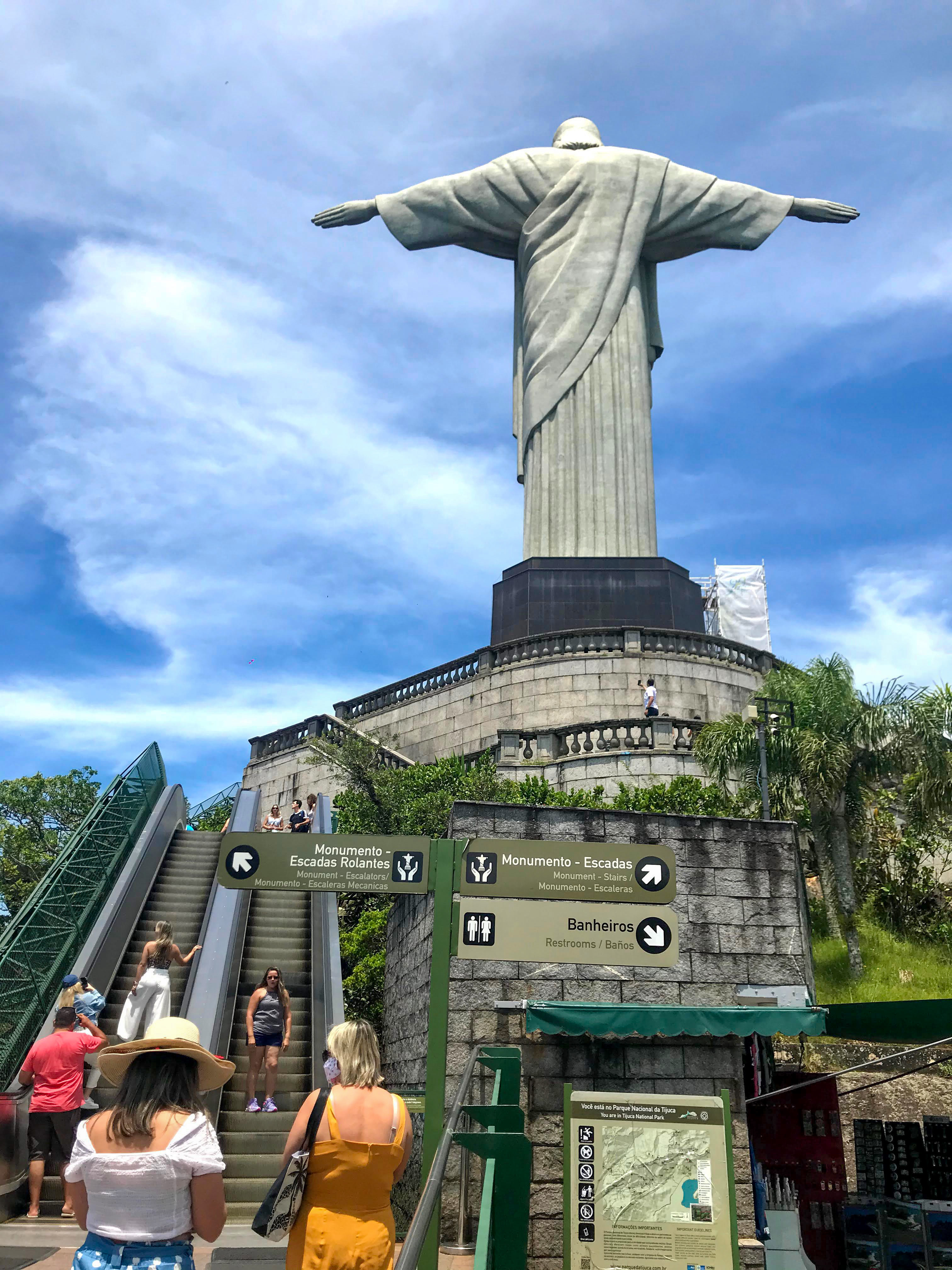
Rulltrappor upp till statyn.
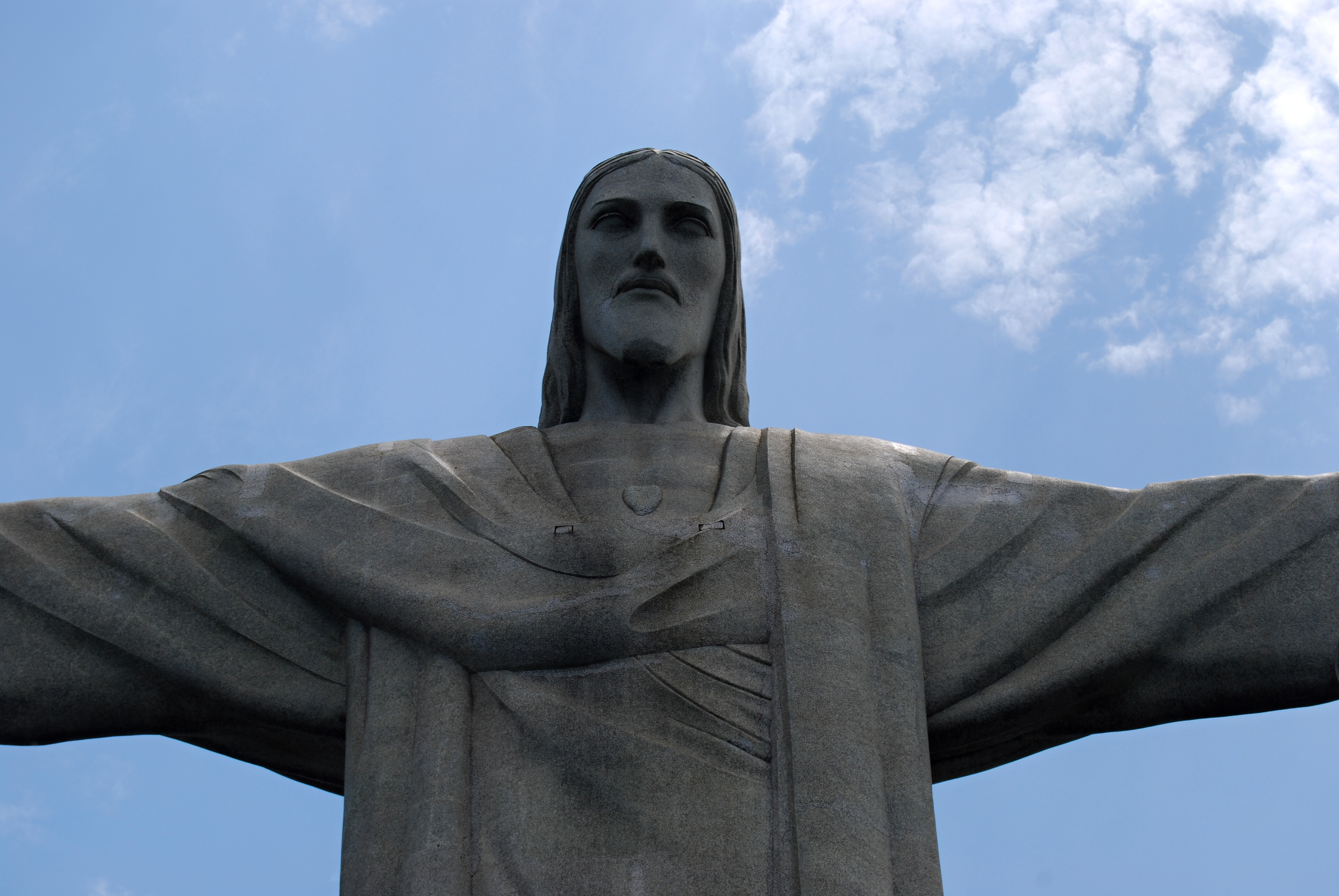
Halvbild av Jesus-skulpturen.